# Historial du paysan soldat
 (août 2016).
Si vous disposez d'ouvrages ou d'articles de référence ou si vous connaissez des sites web de qualité traitant du thème abordé ici, merci de compléter l'article en donnant les références utiles à sa vérifiabilité et en les liant à la section « Notes et références ».
L'Historial du paysan soldat est un musée situé sur le territoire de la commune française de Fleuriel (Allier), consacré à l'implication du monde rural dans la Grande Guerre et la Seconde Guerre mondiale.

## Historique
L'Historial du paysan soldat se situe en milieu rural dans une petite commune de l’Allier, Fleuriel, à proximité de Saint-Pourçain-sur-Sioule. Le projet est né d’une collaboration public/privé entre un collectionneur et la communauté de communes en pays saint-pourcinois. Il a ouvert au public le 8 mai 2016, dans un ancien corps de ferme traditionnel à proximité du centre du village.
L'établissement géré par la communauté de communes Saint-Pourçain Sioule Limagne est labellisé Pôle d'excellence rurale et Mission Centenaire.

## Objectifs du musée
Un des principaux objectifs du musée est de dévoiler l'histoire des deux guerres mondiales vécue par le monde paysan local.  
Le musée se caractérise par une approche anthropologique du premier conflit mondial. Il est installé dans un ancien corps de ferme typiquement bourbonnais et se veut représentatif d’une identité locale. La plupart des soldats de la Première Guerre mondiale étaient des paysans, venus de territoire ruraux comme l’Allier. Ce musée est l’un des premiers musées à présenter la Première Guerre mondiale vécue par le paysan et l’impact qu'elle a eu dans les campagnes. Le projet scientifique et culturel du musée vise à mettre en exergue l'implication du monde rural dans la Grande Guerre. Comment le paysan devient-il un soldat ? Quelles sont les interactions entre le quotidien vécu localement  et les deux conflits mondiaux ? La scénographie prévoit également une approche comparative des deux guerres. 

## Muséographie
L'exposition permanente retrace les principaux aspects de la Première Guerre mondiale, étayés par des documents et des objets provenant majoritairement du territoire bourbonnais. Elle propose une scénographie interactive, le parcours est jalonné d'outils multimédia (tables numériques tactiles, douches sonores, vidéo, etc.). La salle audiovisuelle située en fin de parcours présente un résumé imagé de l'exposition. Des plaques stéréoscopiques issues du Service photographique des Armées ont été compilées pour obtenir un effet 3D sans lunettes spécifiques. Le devoir de mémoire et la dimension sociologique du conflit sont la pierre angulaire du projet de l'Historial du paysan soldat ; aussi l'établissement conserve-t-il un monument aux morts des 15 315 Bourbonnais tombés au combat, un travail de compilation réalisé par le musée de Souvigny.

## Les collections
L’Historial du paysan soldat conserve une collection majoritairement constituée de dons d’objets, de documents, d’archives et de témoignages immatériels auparavant en mains privées. Parmi la vingtaine de contributeurs, se distinguent particulièrement Jean-Daniel Destemberg, qui a fait don au musée de plus de 500 pièces de sa collection de militaria, et René Laplanche, dont les témoignages enregistrés constituent le cœur du propos anthropologique de l’Historial. Certains collectionneurs acteurs du projet ont préféré opter pour le dépôt de leurs objets, conservés pour un temps donné par le musée.